# 9107 Narukospa
9107 Narukospa este un asteroid din centura principală, descoperit pe 6 ianuarie 1997, de Takao Kobayashi.